# جنگ ایران و روم شرقی (۶۰۲–۶۲۸)
جنگ ایران و روم شرقی از سال‌های ۶۰۲ تا ۶۲۸ میلادی میان خسرو پرویز، فوکاس و هراکلیوس به طول انجامید. این جنگ از آخرین و بزرگترین جنگ‌های ایران و روم شرقی به‌شمار می‌رود.
با کشته شدن موریس، امپراتور بیزانس، در سال ۶۰۲ و پیش آمدن خلأ قدرت و سپس کودتای فوکاس برای تصاحب تاج و تخت، خسروپرویز به فکر استفاده از این وضعیت و هجوم به مرزهای بیزانس افتاد. برای این منظور، وی، خونخواهی موریس را که در به تخت‌نشینی خسرو نقش داشت، دستاویزی برای حمله بیزانس قرار داد.
خسرو پرویز دو لشکر را به فرماندهی شهربراز و شاهین بهمن‌زادگان، به جنگ با بیزانس فرستاد. شهربراز با لشکری به سمت شام و سپس مصر حرکت کرد و شاهین به سمت آناتولی و قسطنطنیه گسیل شد. ساسانیان در آغاز توسط این دو سپهسالار، پیروزی‌های زیادی به دست آوردند. شهربراز در حملات خود موفق بود و پس از فتح شام، موفق شد اسکندریه را نیز تصرف کند و شاهین هم با لشکری از انطاکیه عبور کرد و کاپادوکیه و آناتولی را تسخیر کرد. وی رهسپار فتح کنستانتینوپل (قسطنطنیه) شد. در همین زمان قیام‌هایی علیه فوکاس به وقوع پیوست، که در نتیجه آن‌ها هراکلیوس به سلطنت رسید و در سال ۶۲۲ میلادی عازم جنگ با ساسانیان شد. هراکلیوس در چند جنگ که در اطراف لازستان، تفلیس و ارمنستان با شهربراز داشت، به پیروزی رسید. شاهین در مواجهه با نیروهای مدافع قسطنطنیه که فرماندهی آن‌ها به‌دست تئودور، برادر هراکلیوس بود، متحمل شکست شد و به شهر خلقیدون عقب‌نشینی کرد. شاهین بعد از این شکست درگذشت.
در سال ۶۲۷ میلادی هراکلیوس شکست سختی به سپاه ایران در نبرد نینوا وارد آورد و وارد دستگرد در نزدیکی تیسفون، پایتخت ساسانیان شد و سپس پیامی مبنی بر درخواست مذاکرات صلح به تیسفون ارسال کرد. در تیسفون صاحب منصبان و نظامیان خسروپرویز را از پادشاهی خلع و زندانی کردند و پسر وی شیرویه را با نام قباد دوم به سلطنت برگزیدند. قباد شرایط صلح رومیان را پذیرفت و جنگ در ۶۲۸ میلادی پایان یافت. در نهایت، این جنگ با تضعیف شدید هر دو امپراتوری، زمینهٔ فتوحات مسلمانان در کمتر از یک دهه بعد را فراهم ساخت.

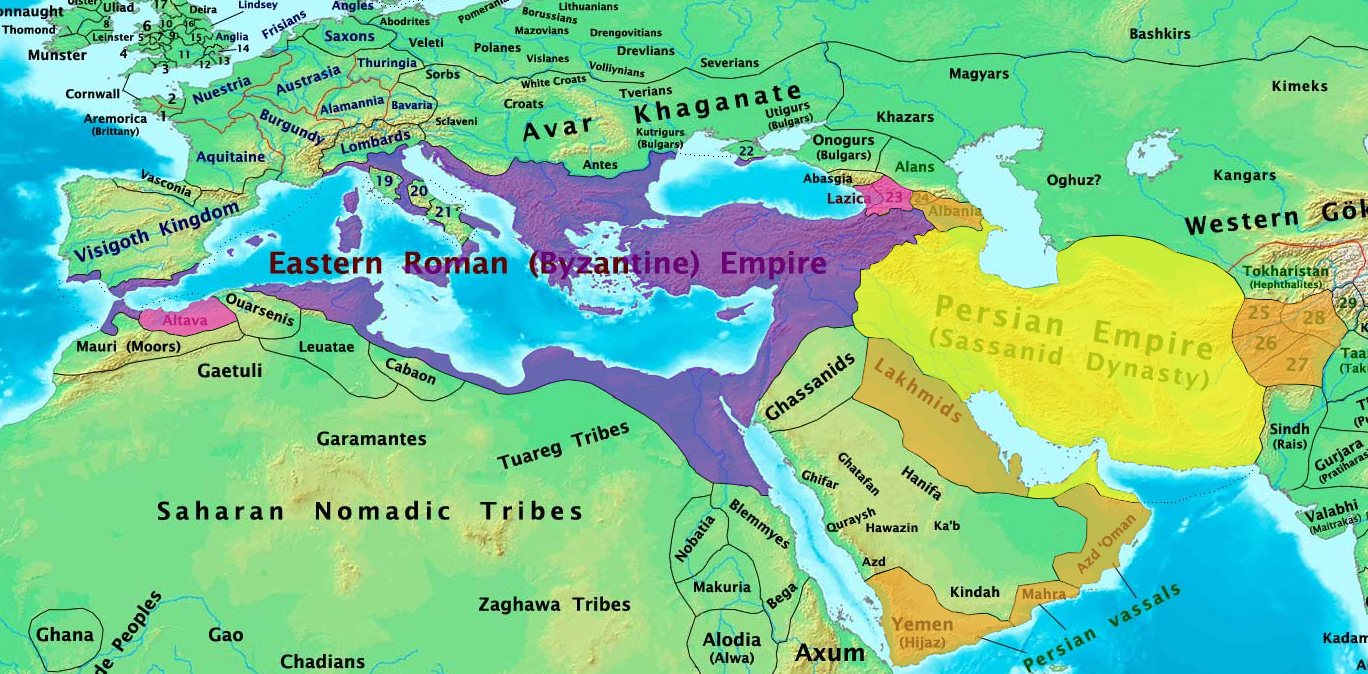
امپراتوری بیزانس و شاهنشاهی ساسانی در سال ۶۰۰ میلادی.

## پیش زمینه

### قیام بهرام چوبین

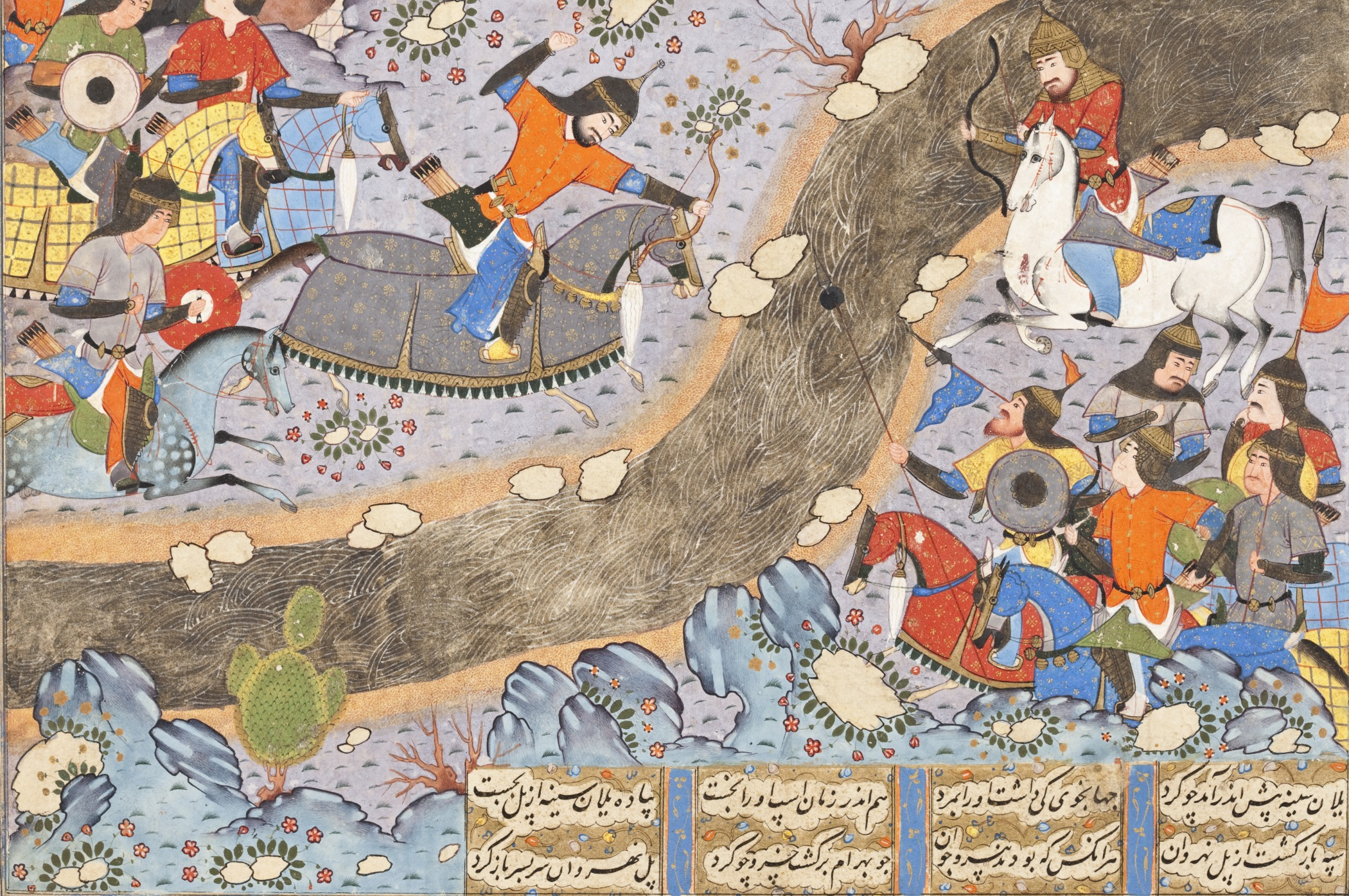
حمله شبانه بهرام چوبین به نیروهای ساسانی در نزدیکی تیسفون.

در سال ۵۸۸ میلادی و در زمان هرمز چهارم، خاقانات ترک، طی نخستین جنگ ایران و ترکان، به مرزهای شمال شرقی امپراتوری ساسانیان حمله کردند و تا هرات پیش آمدند. هرمز، بهرام چوبین را به سمت آن‌ها گسیل کرد. بهرام از خاندان مهران، یکی از هفت خاندان برتر امپراتوری ساسانی بود. پس از پیروزی بهرام بر ترکان شمال شرقی، هرمز او را به جنگ با بیزانس در ارمنستان فرستاد. بهرام علی‌رغم پیروزی‌هایی که در ایبری به‌دست آورده بود، در کناره رود ارس از سپاه روم شکست خورد. هرمز با خبردار شدن از این شکست، بهرام را مورد سرزنش قرار داد و او را تحقیر کرد. این رفتار هرمز باعث شد بهرام و دیگر فرماندهان نظامی علیه هرمز دست به شورش بزنند. بهرام ابتدا به خراسان بزرگ رفت و در آنجا یکی از فرماندهانش را به حکومت گماشت و سپس به سمت پایتخت حرکت کرد. در پایتخت برادران هرمز، ویستهم و وندوی نیز علیه هرمز دست به کودتا زدند و وی را کور و زندانی کردند. همچنین خسرو پرویز را به پایتخت خواندند. خسرو بعد از آنکه به تیسفون وارد شد و تاجگذاری کرد، بهرام چوبین را به اطاعت فراخواند.
اما بهرام چون خود را از تبار اشکانیان می‌دانست و سودای سلطنت داشت، با خسرو پرویز به مخالفت برخاست.
در جنگی که بین خسرو و بهرام در نزدیکی آبراهه نهروان اتفاق افتاد، خسرو شکست خورد و ابتدا به تیسفون، سپس به شهر رومی قیصریه رفته و نزد امپراتور روم پناهنده شد. بهرام چوبین سپس به تیسفون قدم گذاشت و تحت عنوان بهرام ششم تاجگذاری کرد.

### پناهندگی خسروپرویز به دربار بیزانس

نقشه مرز ایران و روم در سال ۵۹۱ میلادی

خسروپرویز در بیزانس با دختر امپراتور موریس، به نام ماریا، ازدواج کرد و طی مذاکراتی که با موریس داشت، قرار شد تا موریس از داماد خود حمایت کند تا به تخت ایران برگردد. در عوض خسرو شهرهای دارا، آمد، حران و میافارقین را به روم واگذار کند و از چشمداشت بر ایبری، لازستان و ارمنستان دست بردارد.
بعد از آن امپراتور موریس نبردهایی را در بالکان برای جلوگیری از تاخت و تاز اسلاوها و آوارها آغاز کرد. خسروپرویز در بهار ۵۹۱میلادی با قشون رومی عازم ایران شد. او غیر از سپاهیان رومی، دارای لشکری از آذربایجان بود، که یک دسته سپاه از ارمنستان هم به آن‌ها پیوسته بودند.
وقتی که خبر آمدن خسرو به ایران با قشون رومی منتشر شد، مقام بهرام سست گردید. در سال ۵۹۱میلادی خسرو از دجله گذشت و جنگی مابین سپاه رومی خسرو و سپاهیان بهرام روی داد که طی آن بهرام شکست خورد و فرار کرد. خسرو بعد از این فتح به تیسفون رفت و تاجگذاری کرد. یکی از علل ناکامی بهرام آن بود که بیشتر بزرگان و فرماندهان سپاه با وی همدل نبودند چرا که بهرام ساسانی نبود و از دودمانی اصالتاً اشکانی برخاسته بود.

### شورش در ارتش بیزانس و سقوط موریس
بخشش و نبردهای بیش از حد امپراتور تیبریوس دوم کنستانتین (درگذشتهٔ ۵۸۲) مازادی که از خرانه امپراتور ژوستین دوم (درگذشتهٔ ۵۷۸) به جا مانده بود را از میان برد. به منظور افزایش ذخایر خزانه و مقابله با کسری بودجه، امپراتور موریس اقدامات سختگیرانه‌ای را وضع نموده و هزینه ارتش را کاهش داد که خود عامل چهار شورش در ارتش بیزانس شد. دلیل شورش نهایی در سال ۶۰۲میلادی، ناشی از دستورهای امپراتور موریس به سربازانش بود که آنان را وادار کرده بود در طول زمستان در بالکان بمانند. ارتش، فوکاس را که فرمانده دسته صد نفره ارتش تراکیایی بود، به عنوان امپراتور برگزید. در طی این کودتا موریس سرنگون شد و به قتل رسید.
پس از قتل موریس، پسر او، تئودوسیوس، به ایران آمده و به خسروپرویز پناهنده شد. خسروپرویز از پناهنده شدن وی استفاده و به بهانه خونخواهی موریس، جنگ را علیه بیزانس آغاز کرد. البته گفته شده‌است که فوکاس تئودوسیوس را کشته بود و داستان پناهنده شدن او به ایران داستانی بود که ایرانیان برای مشروعیت بخشی به حمله به بیزانس پرداخته بودند. بنابر روایت دیگر، در سال ۶۰۲ میلادی، در کودتایی به دست فوکاس که یکی از افسران موریس بود، وی و تمام اعضای خانواده‌اش کشته شدند. به دنبال این واقعه برخی از افسران موریس از ایران درخواست کمک کردند، تئودوسیوس که بنا به شایعات از کشتار فوکاس گریخته بود، به ایران پناهنده شد تا از خسروپرویز کمک بگیرد.

## پیشروی‌های ایران

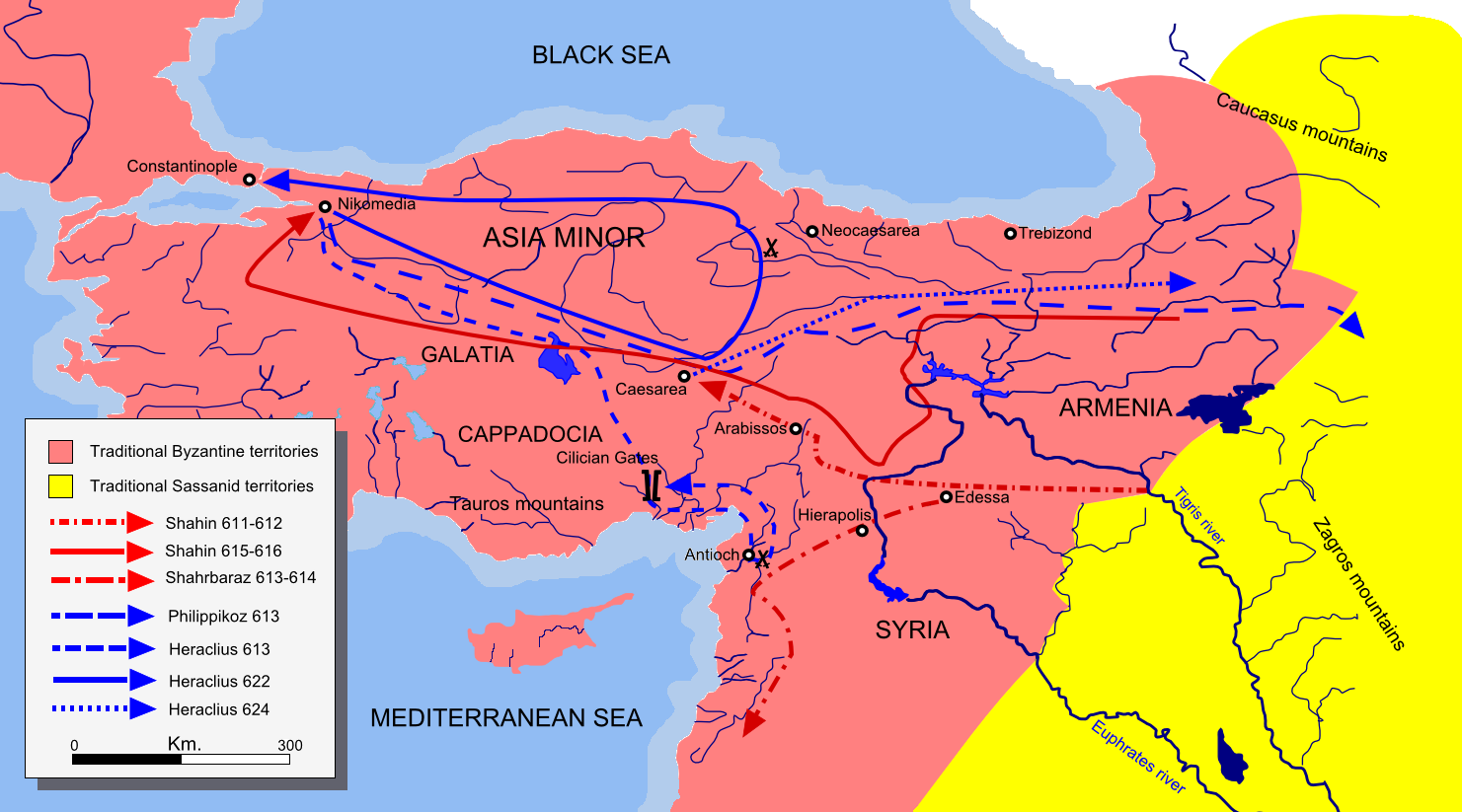
نقشه لشکرکشی‌های طرفین درگیر از سال ۶۱۱ تا ۶۲۴ در سوریه، آناتولی، ارمنستان و میان‌رودان

خسروپرویز دو سپاه در دو جبهه به سمت روم گسیل کرد. یکی اسپهبد شهربراز، که مأمور پیشروی در شام و مصر شد و دیگری اسپهبد شاهین که مأمور تصرف میان‌رودان شمالی، ارمنستان، گرجستان و هجوم به سوی آسیای صغیر بود. برخی از مورخان معاصر معتقدند خسروپرویز در این خیال بود که مرزهای سیاسی ساسانیان را به مرزهای هخامنشیان برساند.

### شروع جنگ تا فتح اورشلیم (۶۰۵تا ۶۱۴)

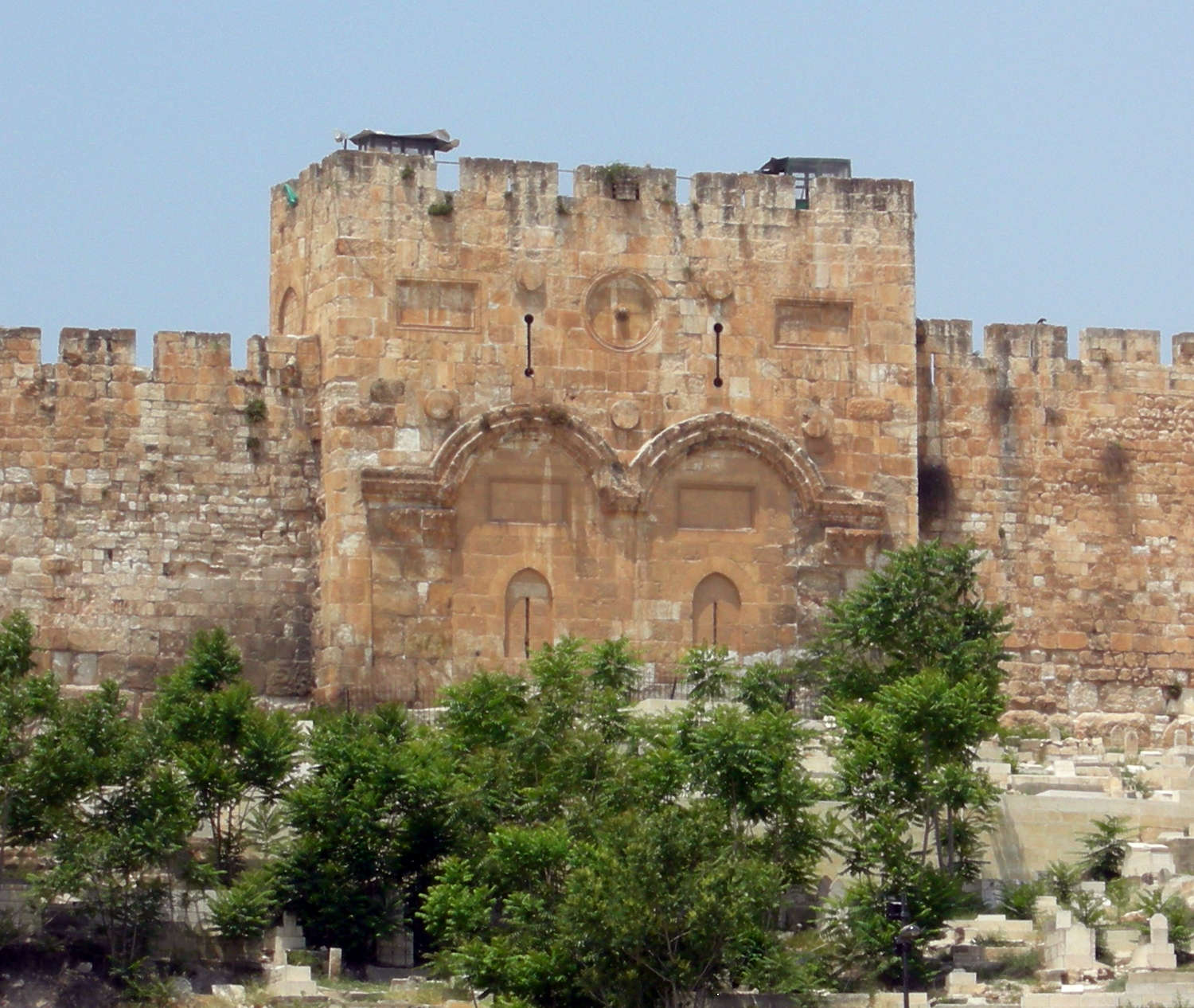
نمایی از دروازه طلایی در اورشلیم که به احتمال زیاد در دوران امپراتوری بیزانس ساخته شده‌است.

در سال ۶۰۵ میلادی، شهر دارا با پیشروی سپاه شهربراز در میان‌رودان شمالی پس از سه ماه محاصره به تصرف درآمد.
و پس از آن شهرهای مستحکمی همچون نصیبین، حران و ادسا (رها) نیز گشوده شدند. در سال ۶۰۹میلادی سپاه شاهین در آناتولی با همراهی سمبات باگراتونی شاهزاده ارمنی، موفق به فتح شهر آمد شد. در سال‌های پیش از این جنگ‌های بسیاری در این شهر بین ایرانیان و رومیان درگرفته بود، از جمله در زمان شاپور دوم که این شهر را از رومیان بازپس گرفت و قباد یکم و خسرو انوشیروان که بر سر این شهر با رومیان جنگیده بودند. وضعیت استراتژیک این شهر به‌طوری بود که با تصرف آن راه ورود به ارمنستان بزرگ هموار می‌شد. بدین ترتیب راه برای ورود به ارمنستان باز شد و شاهین به تصرف ارمنستانی که خالی از قوای رومی بود مسیر خود را به سوی شمال پیش گرفت. از سوی دیگر در سال ۶۱۱ میلادی شهربراز با ادامه دادن مسیر خود در شمال شام و به سوی غرب، چند بار با قوای رومی مواجه شد و یکی پس از دیگری با پیروزی آنها را پشت‌سر گذاشت سپس با گذر از فرات، انطاکیه را مورد هجوم قرار داد و در سال ۶۱۳ میلادی طی نبردی با شکست هراکلیوس آن را فتح کرد. تصرف این شهر شکست سنگینی برای امپراتوری روم محسوب می‌شد، چون راه ساسانیان را به سوی جنوب شام و مصر هموار می‌ساخت و در آنجا ارتش جنگ دیده‌ای که بتواند در مقابل ارتش ایران پایداری کند وجود نداشت. به این ترتیب فتح شام به‌طور ضمنی در سال ۶۱۳ میلادی کامل شده بود ولی فتح اورشلیم در سال ۶۱۴ میلادی بود که این واقعیت را رسمیت بخشید. با حرکت شهربراز به سمت جنوب و با کمک بیست و شش هزار نفر یهودی، اورشلیم در ۶۱۴ میلادی فتح شد و صلیب راستین مسیح که گرامی‌ترین شیء مقدس در عالم مسیحیت به‌شمار می‌رفت به ایران منتقل شد.

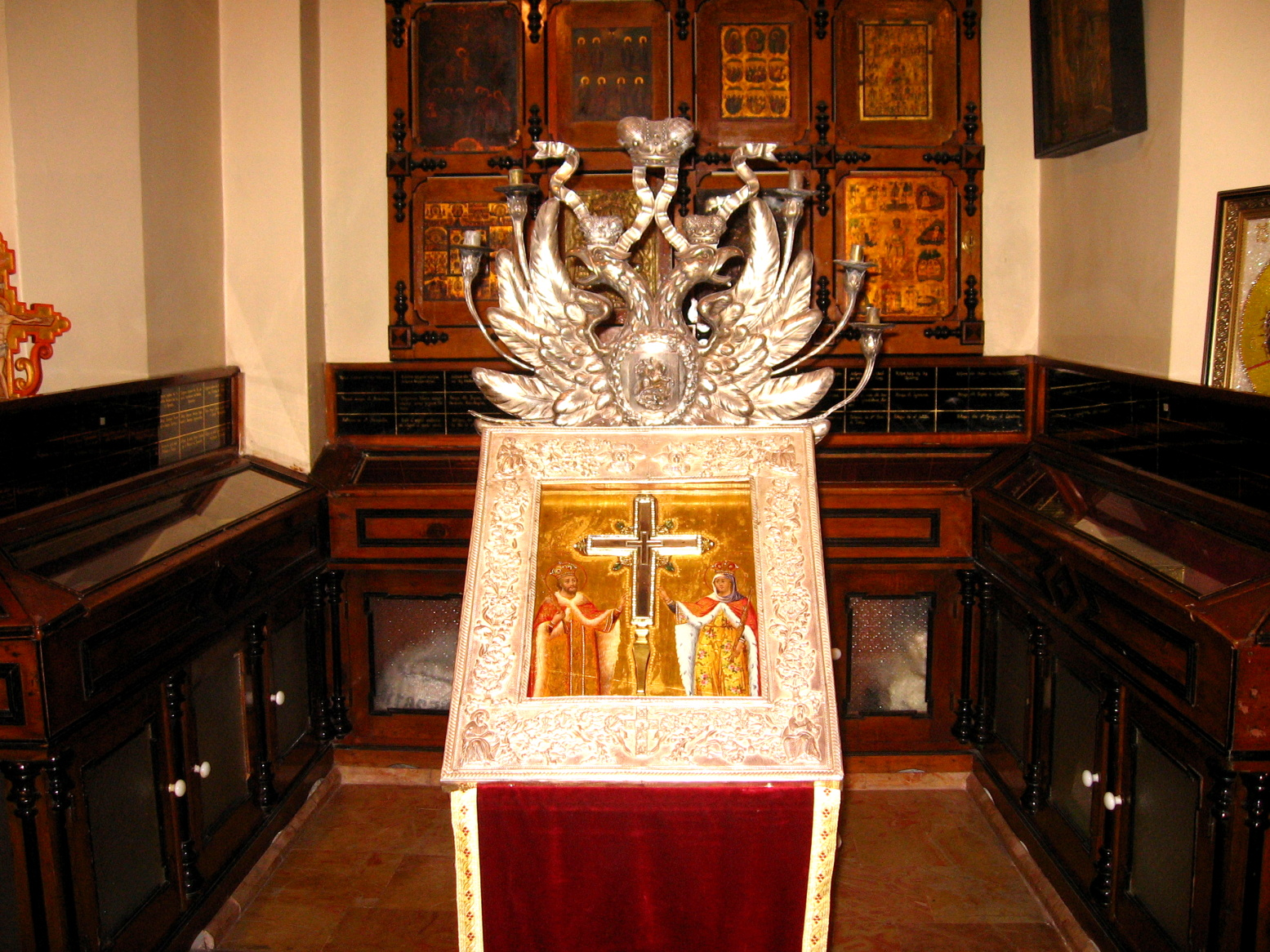
تصویری از صلیب راستین که در کلیسای مقبره مقدس در اورشلیم نگهداری می‌شود.

### پیشروی در آناتولی تا فتح اسکندریه (۶۱۵ تا ۶۱۹)

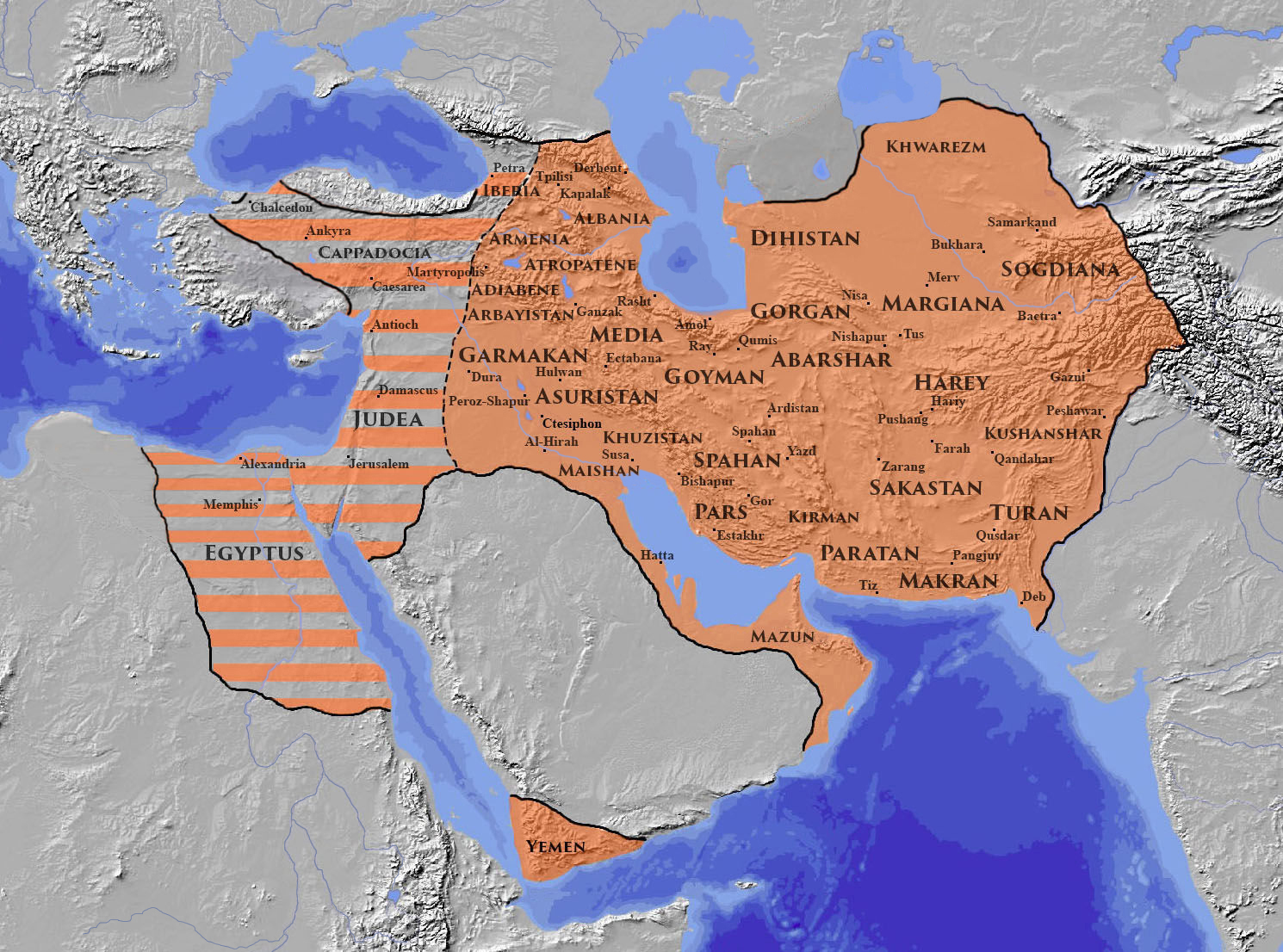
گستره شاهنشاهی ساسانی در حدود ۶۲۱ میلادی، پس از فتح مصر و سایر پیشروی‌ها در آناتولی.

با فتوحات شاهین در ارمنستان مرزهای شمالی ایران از کوه‌های قفقاز فراتر رفت. پس از فتح ارمنستان، گرجستان و قفقاز، شاهین به سوی آسیای‌صغیر شتافت. کیلیکیه، پونتوس، قیصریه و کاپادوکیه در مقابل سپاه منظم شاهین مقاومت خاصی نداشتند و در پی آنها ایالات غربی آسیای صغیر را یکی پس از دیگری گشود شدند. سپس نوبت به گالاتیا و در نهایت به خلقیدون رسید. شاهین پس از دو سال محاصره، آن را نیز در ۶۱۷ میلادی تصرف کرد. با فتح خلقیدون اوضاع رومیان به شدت رو به وخامت گذاشته بود و به همین دلیل هراکلیوس درخواست صلحی به شاهین فرستاد. شاهین نیز درخواست هراکلیوس را به خسرو فرستاد ولی خسروپرویز نه تنها با این درخواست موافقت نکرد بلکه بر شاهین خشم گرفت که چرا هراکلیوس را اسیر نکرده و برای او نفرستاده‌است. با مخالفت خسرو، پیشروی‌های شاهین در آسیای‌صغیر با هدف فتح کنستانتینوپل ادامه یافت.
در سوی دیگر جنگ شهربراز برای فتح مصر روانه شد.
او پس از فتح اورشلیم و گذر از صحرای سینا به مصر قدم گذاشت و در سال ۶۱۶ میلادی اسکندریه را به تصرف درآورد. هم‌زمان با این فتوحات هپاتالیان طی دومین جنگ ایران و ترکان در ناحیه طخارستان به سختی از سپاه شرقی ساسانیان شکست خوردند. عرصه بر امپراتوری بیزانس تنگ شده بود. شاهرگ‌های اقتصادی و تجارتی شام در دست ایرانیان بودند، مصر که گندم امپراتوری را تأمین می‌کرد به تصرف ایرانیان درآمده بود. مستعمرات یهودی نشین اورشلیم که کمک کوروش بزرگ را فراموش نکرده بودند، از فتح ایرانیان بسیار خرسند بودند. همچنین مونوفیزیت‌های اسکندریه که از مرتد خواندنشان توسط کلیسای رسمی بیزانس طی شورای خلقیدون ناراحت بودند اشتیاقی به نیروهای بیزانسی نداشتند و نیروهای ایرانی را ترجیح می‌دادند.

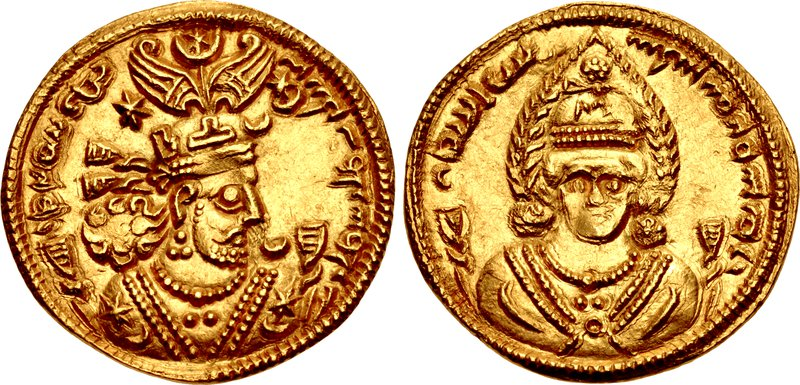
سکه طلا خسروپرویز با نقش آناهیتا در پشت آن

پس از فتح مصر، خسروپرویز نامه‌ای به این مضمون برای هراکلیوس فرستاد:
از خسرو، فرمانروا و ارباب عالم به برده پست و فرومایه‌اش هراکلیوس.
چرا تو هنوز حاضر به تسلیم حکومت خود نیستی و خود را پادشاه می‌نامی؟ آیا من یونانیان را نابود نکردم؟ شما می‌گویید که به خدای خود ایمان دارید. چرا خدایتان درافتادن قیصریه، اورشلیم و اسکندریه به دست من، کمکی به شما نکرد؟ و چرا من نباید کُنستانتینوپل را نابود کنم؟ اگر تسلیم شوید گناهتان را می‌بخشم، و شما را به همراه همسر و فرزندانتان به حضور می‌پذیرم و به شما زمین‌ها، تاکستان‌ها، و مزارع زیتون خواهم داد و با شما با احترام رفتار می‌کنم. خودتان را با امید واهی به آن عیسی‌مسیحی فریب ندهید که حتی توانایی نداشت تا خود را از چنگ یهودیانی که او را به صلیب کشیدند و کشتند حفظ کند. حتی اگر به عمق دریا هم پناه ببری، دستم را دراز خواهم کرد و تو را خواهم گرفت، چه بخواهی چه نخواهی. - خسرو دوم
نامه ذکرشده اما احتمالاً صحت تاریخی ندارد.

### آغاز محاصرهٔ کنستانتینوپل و اتحاد با آوارها (۶۲۲)

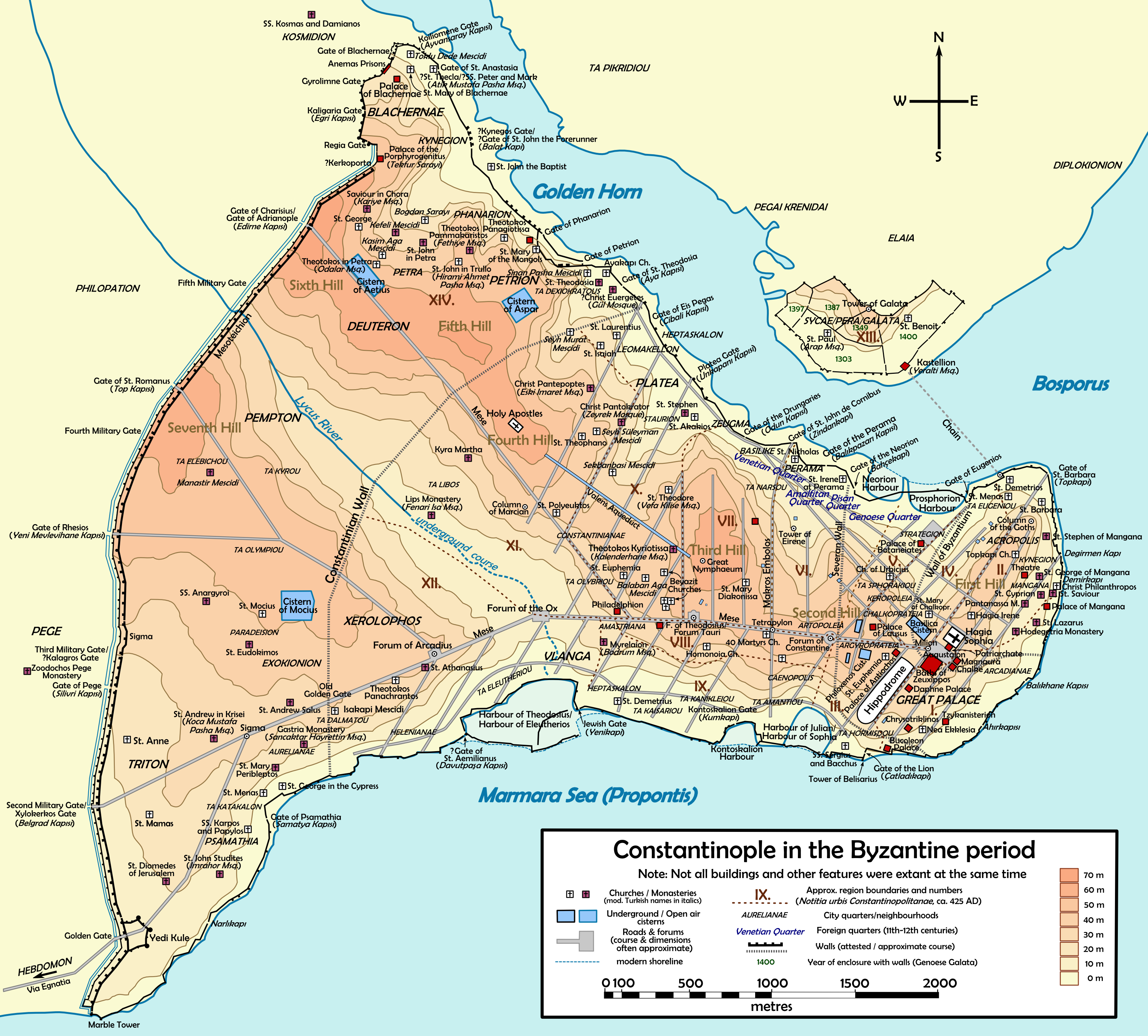
نقشهٔ شهر کنستانتینوپل در دوره بیزانس، شکل سه گوش و شبه‌جزیره‌ای شهر قابل مشاهده است. قسمت خشکی شهر نیز توسط دیوارهای تئودوسیوس محافظت می‌شدند.

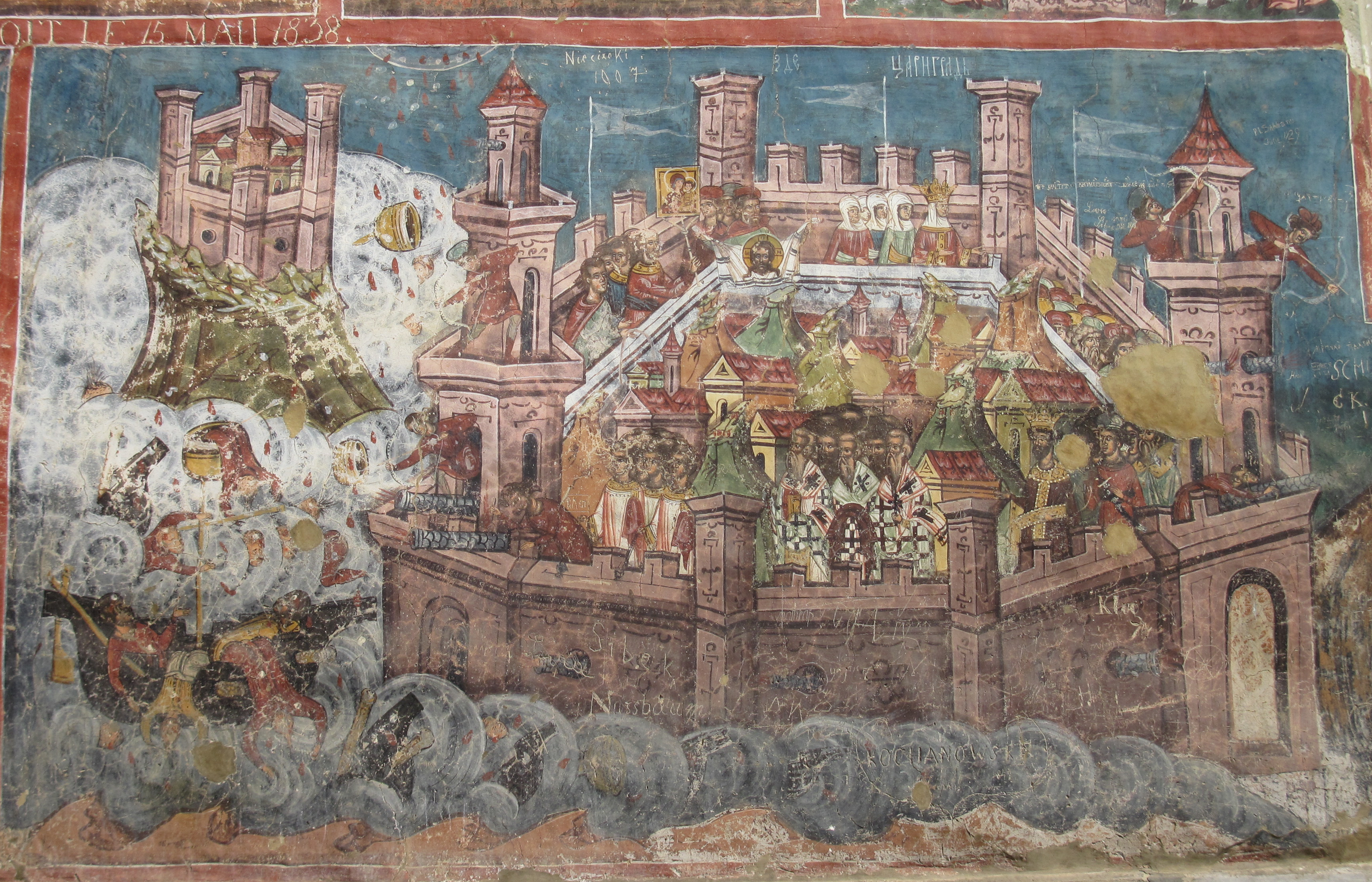
نقاشی دیواری محاصره قسطنطنیه در صومعه مولدوویتسا در رومانی.

در سال ۶۲۰ میلادی شاهین به کنستانتینوپل رسید ولی شکل هندسی خاص شهر به همراه دیوارهای چندلایه و قطور و بسیار بلند با خندق عمیق و پرآبی که شهر را احاطه می‌کرد، همین‌طور وجود منجنیق‌های آتشین بر روی برج‌ها، این شهر را به صورت دژی تسخیر ناپذیر درآورده بود. نیروهای شاهین کنستانتینوپل را در محاصره گرفته بودند، ولی کاری از پیش نمی‌بردند چرا که محاصره شهر به دلیل فقدان نیروی دریایی کارآمد کامل نبود. در حالی که رومیان با ایرانیان مشغول جنگ بودند، آوارها و اسلاوها به بالکان یورش بردند و چندین شهر بیزانس شامل سینگیدونوم، ویمیناسیوم، نیسوس و ساردیکا را تصرف کردند و سالونا را نابود کردند. ایزیدور سویل، قدیس اهل اسپانیا، حتی ادعا می‌کرد که اسلاوها «یونان» را از بیزانس گرفته‌اند. آوارها همچنین شروع به حمله به تراکیه کرده و در سال ۶۲۲ میلادی به دروازه‌های کنستانتینوپل رسیدند. با این حال، تلاش‌های بسیاری از آوارها و اسلاوها برای رسیدن به تسالونیکی، مهمترین شهر بیزانس در بالکان پس از کنستانتینوپل، بی‌ثمر بود و به بیزانس اجازه داد تا در قلمرو حیاتی خود به دفاع بپردازد. دیگر شهرهای کوچک در ساحل آدریاتیک مانند جادار، تراگوریوم، بوتوا، اسکودا و لیسوس نیز از هجوم آوارها در امان ماندند. این حمله اقوام شمال و شمال شرقی اروپا به بیزانس، فرصت مغتنمی به دست ایرانیان داد تا در حملات خود با تمام قوای روم مواجه نشوند؛ چرا که رومیها به دلیل نیاز به دفاع در برابر این حملات، نمی‌توانستند از تمام نیروهای خود در برابر ایرانی‌ها استفاده کنند. در طی محاصره کنستانتینوپل با ارتباطی که بین خسرو و خاقان آوارها برقرار شد، اتحادی علیه بیزانس بین دو سپاه شکل گرفت تا به‌صورت همزمان، نیروهای ایرانی از دریا و نیروهای آوار از سمت خشکی حملات هماهنگی را ترتیب دهند. شهر کنستانتینوپل مثلثی شکل بود به طوری که دو ضلع آن را دریا احاطه می‌کرد و یک ضلعش خشکی بود، قرار بر این بود که نیروهای آوار از قسمت خشکی به شهر یورش ببرند و نیروهای ایرانی از دریا. نیروهای آوار و اسلاو دارای سازماندهی منظمی نبودند، توان فائق آمدن بر دفاع قدرتمند کنستانتینوپل را نداشتند و از نیروی دریایی نیز بی‌بهره بودند. حمله‌های ایرانیان که برای شکست دفاع شهر انجام می‌شد نتیجه‌ای جز شکست نداشت و نیروها مجبور به عقب‌نشینی می‌شدند.
آوارها هم از حمله به کنستانتینوپل نتیجه‌ای به دست نمی‌آوردند، زیرا ایرانیان قادر به کمک و یاری به آنان نبودند و خودشان نیز از فنون تسخیر شهر در حال دفاع بی‌بهره بودند.
از علل دیگر ناکامی و عدم موفقیت آنان، فقدان نیروی دریایی منسجم بود که برای این لشکرکشی فوق‌العاده اهمیت و ضرورت داشت. اتحاد با آوارها در محاصره کنستانتینوپل ۴ سال باقی ماند و آخرین حمله در سال ۶۲۶میلادی انجام شد، که ناکام بود.

طرحی از ساختار دیوارهای کنستانتینوپل.

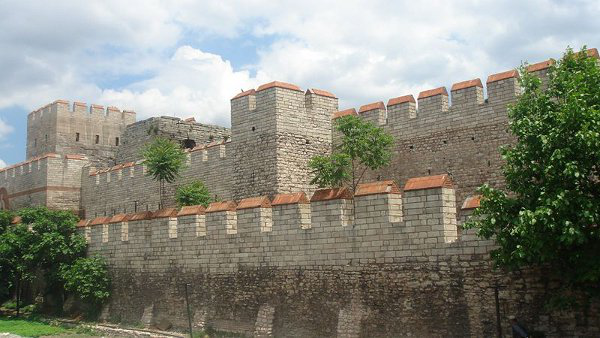
بخش بازسازی شده از دیوارهای کنستانتینوپل. دیوار بیرونی و دیوارهٔ خندق و برج دیوار داخلی قابل مشاهده است.

## وضعیت روم پیش از هراکلیوس
پس از چند دهه جنگ بی‌نتیجه، امپراتور موریس جنگ با ایران را با کمک به بازپس‌گیری تاج و تخت توسط خسروپرویز به پایان رساند؛ در عوض، ساسانیان از مواضع واقع در شمال شرقی میان‌رودان، اکثر قسمت‌های ایرانی ارمنستان و ایبریا صرف نظر کردند. برای بیزانس مهم‌تر از این موارد، معافیت از پرداخت خراج به ساسانیان بود که در وضعیت اقتصادی بدی که داشتند از اهمیت بالایی برخوردار بود. موضوعی که باعث جنگ بین موریس و حکومت ساسانی شد این بود که ژوستین دوم از پرداخت خراج به ساسانیان که طبق معاهده ژوستینین یکم هر ساله پرداخت می‌شد، اجتناب کرد. امپراتور موریس سپس جبهه‌های جدیدی را در بالکان برای مبارزه با تهاجم اسلاوها و آوارها باز کرد. جنگ‌های امپراتور تیبریوس دوم باقی ذخایر خزانه بیزانس را که از زمان ژوستین دوم باقی‌مانده بود مصرف کرد و بیزانس را درگیر بحرانهای اقتصادی نمود. موریس برای بازسازی ذخایر خزانه اقدامات شدید مالی و کاهش هزینه‌های ارتش را در پیش گرفت، که منجر به چهار شورش در آن شد. شورش نهایی در سال ۶۰۲ به دلیل اینکه موریس نیروهای ارتش را مجبور کرده بود زمستان را در بالکان به سر برند اتفاق افتاد. در طی این شورش، نیروهای ارتش یک فرمانده ارشد تراسی به نام فوکاس را امپراتور خواندند و از وی حمایت کردند و طی کودتایی وارد کنستانتینوپل شدند. موریس تلاش کرد با مسلح کردن طرفداران سبزها و آبی‌ها (دو تیم مسابقات ارابه‌رانی هیپودروم کنستانتینوپل) از شهر دفاع کند، ولی ناکام ماند و از شهر گریخت. او سرانجام توسط سربازان فوکاس دستگیر و کشته شد.
پس از قتل موریس، نارسس، فرماندار استان میان‌رودان، بر ضد فوکاس شورش کرد و ادسا، یکی از شهرهای بزرگ استان را تصرف کرد. فوکاس به یکی از فرماندهان ارتش به نام ژرمانوس دستور داد برای سرکوب شورش نارسس به ادسا برود. در سال ۶۰۵ با حرکت ژرمانوس به ادسا، نارسس از سپاه خسرو که به بهانهٔ خوانخواهی موریس وارد مرزهای بیزانس شده بود، کمک خواست و سپاه ساسانی در نزدیکی قلعه دارا که دارای ارزش استراتژیک بود، با ژرمانوس روبرو شد. ژرمانوس در این جنگ کشته و سپاه وی مضمحل شد. در این هنگام فوکاس پیام مذاکرات صلح برای نارسس فرستاد و به این بهانه که می‌خواهد نارسس را واسطهٔ صلح با ساسانیان قرار دهد، وی را به کنستانتینوپل فراخواند، ولی نارسس با حاضر شدن در پایتخت، دستگیر و به دستور فوکاس زنده در آتش سوزانده شد. کشته شدن نارسس و نحوهٔ آن، در کنار عدم جلوگیری از حملهٔ ساسانیان، وجههٔ بدی از حکومت فوکاس ایجاد کرد و ارتش را از حمایت وی دلسرد کرد. در سال ۶۰۹ شورش دیگری در شهر انطاکیه روی داد. در همان سال نیز پاتریارک انطاکیه به نام آناستازیوس دوم درگذشت. بسیاری از منابع این شورش و مرگ پاتریارک انطاکیه را به یهودیان شهر نسبت داده‌اند، که از هرج و مرج پیش آمده‌استفاده کرده و مسیحیان شهر را مورد سوءقصد قرار داده‌اند. با این حال جزئیات طرفین درگیر در این شورش مشخص نیست. فوکاس برای سرکوب شورش مزبور در همان سال بونوس را به انطاکیه فرستاد و او با حضور در انطاکیه طرفداران سبزها، که یک تیم مسابقات سوارکاری بود، را مجازات کرد. هراکلیوس پدر (پدر هراکلیوس معروف)، نایب‌السلطنهٔ آفریقا، سپاهی به فرماندهی نیکتاس برای تصرف اسکندریه به مصر فرستاد، هم‌زمان با نیکتاس، بونوس نیز که در انطاکیه بود، برای دفاع از اسکندریه راهی مصر شد و خارج از آن با سپاه نیکتاس وارد جنگ شد، که با پیروزی نیکتاس و فتح اسکندریه توسط وی همراه بود. در جریان حملهٔ نیکتاس به اسکندریه، هراکلیوس پسر به همراه نیروهایش طی یک حملهٔ دریایی، بدون مقاومت چندانی وارد کنستانتینوپل شدند و پس از دستگیری فوکاس و اعدام وی، به عنوان امپراتور تاجگذاری کرد.

## جنگ‌های هراکلیوس

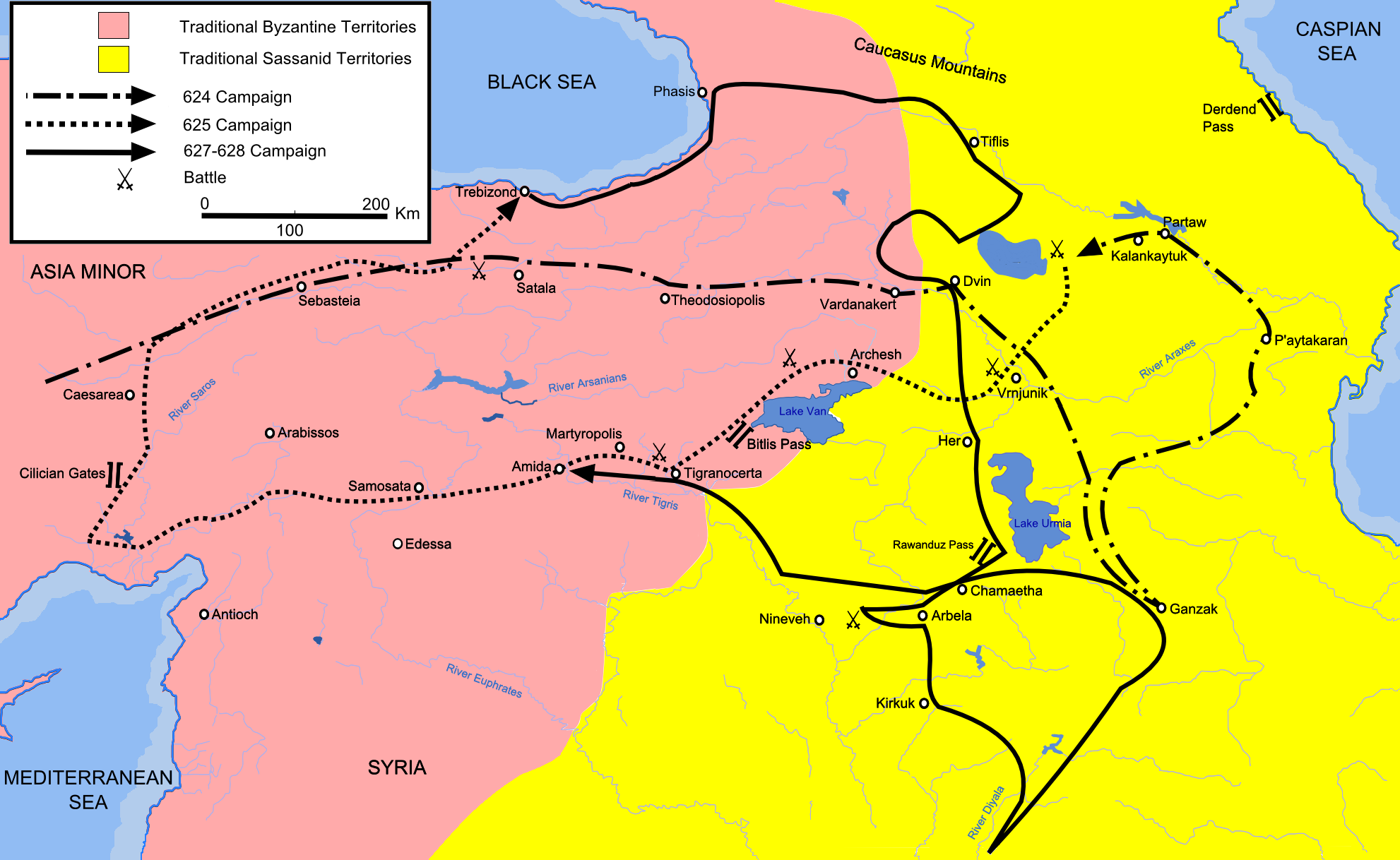
نقشه لشکرکشی‌های هراکلیوس از سال ۶۲۴ تا ۶۲۸میلادی

### فاز دفاعی (۶۱۰ تا ۶۲۲)
همزمان با فتوحات ایرانیان، در روم هراکلیوس بر ضد فوکاس کودتایی ترتیب داد و پس از خلع و اعدام فوکاس خود را در سال ۶۱۰میلادی امپراتور خواند.
هراکلیوس از نظامیان رومی بود و پدرش که هم‌نام او بود، نایب‌السلطنهٔ آفریقا به مرکزیت کارتاژ بود. هراکلیوس در سال ۶۱۰ م. طی کودتایی که پدرش با استفاده از نفوذ سیاسی خود ترتیب داده بود و از سوی اکثر صاحب‌منصبان و نظامیان رومی، حتی گارد محافظ فوکاس، پشتیبانی می‌شد به سلطنت رسید و تاجگذاری کرد.
در آن زمان بیزانس دچار ضعف اقتصادی حکومت و از دست دادن استان‌های مهم و استراتژیک از لحاظ نظامی و تجاری، حضور دشمن در خاک خود و شیوع طاعون شده بود و در شرایط بدی به سر می‌برد. همچنین ازدواج غیرمشروع هراکلیوس با خواهرزاده‌اش از وی چهرهٔ بدی به عنوان زانی با محارم ساخته بود. با این وجود وی از حمایت کلیسا بهره‌مند بود؛ به‌طوری‌که کلیسا تمامی طلا و نقرهٔ موجود در کنستانتینوپل را وقف جنگ با ایرانیان کرد و این جنگ را برای تمام مسیحیان پیرو کلیسای روم واجب اعلام کرد. به این ترتیب هزاران داوطلب که با پول کلیسا حمایت می‌شدند، برای دفاع در مقابل ایرانیان به قشون پیوستند. از این حمایت جنگی توسط کلیسا به زعم برخی از مورخان من‌جمله ویلیام صوری به عنوان اولین جنگ صلیبی یا مقدمه‌ای بر آن یاد شده‌است. عده‌ای از مورخان نیز همانند والتر کیگی بر این نظرند که دفاع بیزانس در مقابل ایران را نمی‌توان یک جنگ صلیبی فرض کرد، چرا که کلیسا تنها یکی از عوامل این جنگ بود و عوامل زیادی عامل بروز آن محسوب می‌شوند.

### فاز تهاجمی (۶۲۲ تا ۶۲۷)
هراکلیوس تابستان سال ۶۲۲ میلادی را به آموزش داوطلبان جدید که به ارتش پیوسته بودند گذراند و در پاییز آن سال، زمانی‌که هنوز کنستانتینوپل در محاصره قوای ایرانی بود، از شهر خارج شد و به یالوا در بیتینی در شمال غربی آناتولی رفت و شمال کاپادوکیه را تصرف کرد. این کار دره فرات که محل ارتباط نیروهای ایرانی محاصره‌کننده کنستانتینوپل با پشت جبهه و مسیر تدارکاتی آن‌ها بود را تهدید می‌کرد و باعث شد تا شهربراز به منظور جلوگیری از قطع مسیر تدارکاتی از محاصره عقب‌نشینی کند و به گالاتیا برود. آنچه بعد از این اتفاق افتاد دقیقاً مشخص نیست، اما آنچه توسط مورخان مورد توافق است این است که در سال ۶۲۲ شهربراز در این عقب‌نشینی شکست سختی از هراکلیوس خورد و به شرق آناتولی عقب‌نشینی کرد. گفته می‌شود هراکلیوس از کمین سپاه شهربراز آگاه شد و به‌طور غافلگیرانه‌ای به آن حمله کرد که باعث شکست او شد. هراکلیوس سپاهش را برای گذراندن زمستان در پنتوس باقی گذاشت سپس به کنستانتینوپل بازگشت تا با تهدید آوارها مقابله کند.
پس از رسیدن هراکلیوس به کنستانتینوپل، وی فرستاده‌ای به خاقان آوار فرستاد و به وی اعلام کرد در صورتی‌که آوارها به آن سوی رود دانوب بازگردند، بیزانس به آن‌ها پاداش پرداخت خواهد کرد. در مقابل این درخواست خاقان آوار، در تاریخ ۵ ژوئن ۶۲۳ درخواست ملاقات با هراکلیوس را کرد و هراکلیوس این ملاقات صلح را پذیرفت و با گارد محافظ خود به محل ملاقات در هراکلیه رفت. ولی خاقان آوار برای وی تله گذاشته بود تا هراکلیوس را دستگیر کرده و به گروگان بگیرد. در حمله‌ای که به هراکلیوس و همراهانش شد تمامی افراد گارد محافظ وی کشته شدند، ولی هراکلیوس موفق شد از میان نیروهای آوار فرار کند و به کنستانتینوپل بازگردد. در نهایت و پس از مدتی خاقان آوار با دریافت دویست هزار سولیدوس به عنوان غرامت، همراه با جان آتالاریخوس، فرزند نامشروع هراکلیوس، خواهر زاده‌اش استفن و پسر غیرقانونی بونس (از فرماندهان نیروهای حاضر در کنستانتینوپل) به عنوان گروگان، این درخواست را پذیرفت. بازگشت آوارها باعث شد تا هراکلیوس بتواند نیروهای خود را به‌طور کامل بر ایرانیان متمرکز کند.
در تاریخ ۲۵ مارس ۶۲۴، هراکلیوس کنستانتینوپل را از مسیر قبلی دوباره ترک کرد تا به دل ایران‌شهر حمله کند. او بدون هر گونه تلاشی برای حفاظت از عقبه و ارتباطات خود با دریا و شهر به سمت ایران تاخت تا با پیشروی از طریق ارمنستان و آذربایجان به‌طور مستقیم به سرزمین‌های مرکزی ایران حمله کند. وی در امتداد رود ارس حرکت کرد، دوین، پایتخت ارمنستان و نخجوان را تصرف کرد و در گانزاکا، ارتش خسرو را که شامل اعراب وفادار به او بودند، درهم کوبید. هراکلیوس سپس آتشکده آذرگشنسب که آتشکده مهمی محسوب می‌شد را تخریب نمود. هراکلیوس تا گایشوان، محل اقامت خسرو در آتورپاتکان، پیشروی کرد و زمستان را در کنار دریاچه وان گذراند. در سال ۶۲۵میلادی هراکلیوس در جنگی بر شهربراز پیروز شد و شهر آمد (دیاربکر) را نیز به تصرف درآورد. شهربراز نیز به سمت جنوب حرکت کرد تا تجدید قوا کند. سال بعد، نیروهای گوک‌ترک شمالی شامل ۴۰ هزار مرد جنگی به سپاه هراکلیوس پیوستند.

#### اتحاد با ترکان علیه ایران

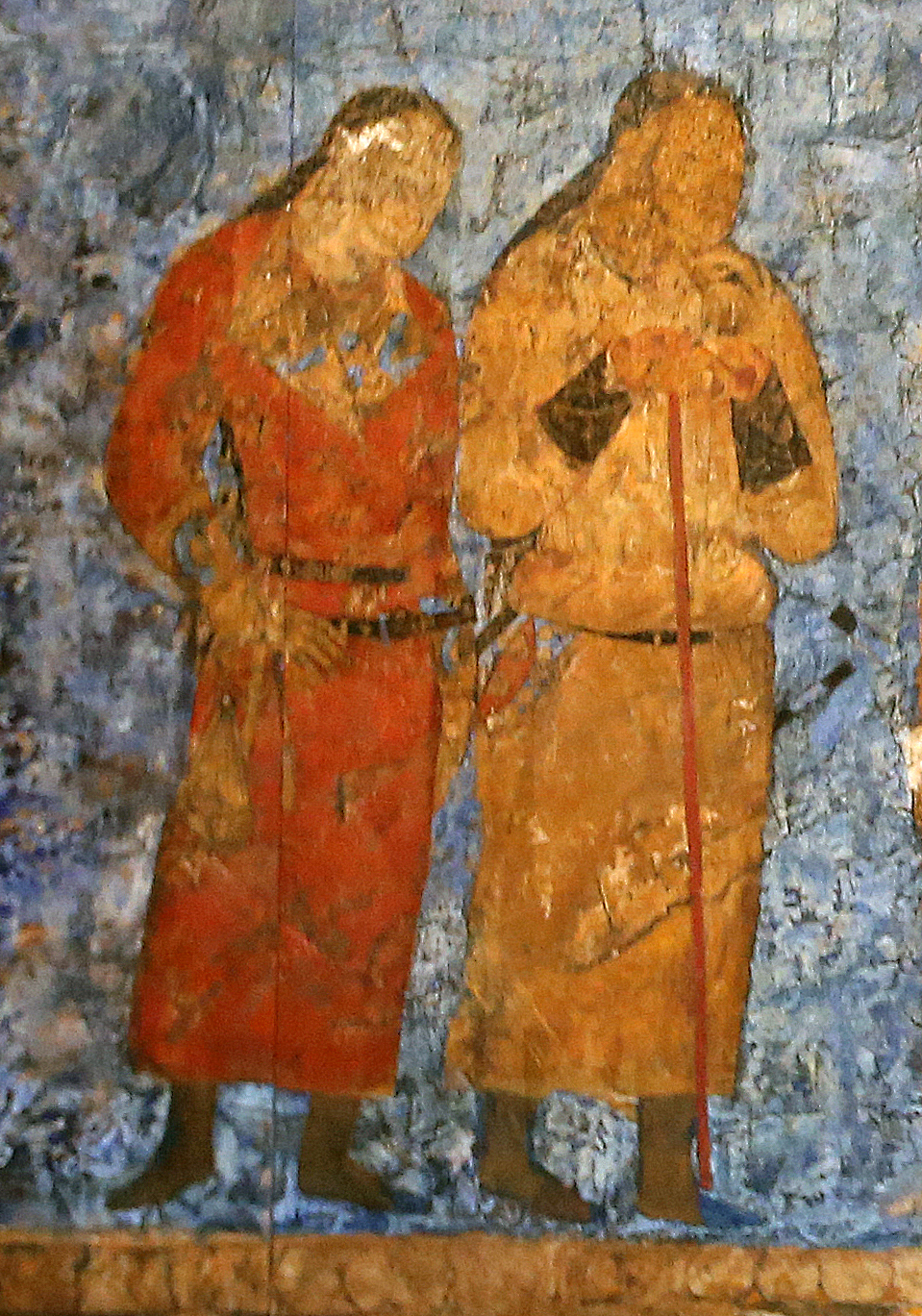
یک نقاشی دیواری از افسران ترک غربی در حین دیدار با پادشاه سمرقند.

پیش از شروع جنگ‌های ایران و روم در نیمه اول سده ۶۰۰ میلادی، دولت بیزانس با خزرها و خاقانات شمال قفقاز به نام گوک‌ترک‌ها که پشت کوه‌های قفقاز ساکن بودند، ارتباط برقرار کرده بود. این ارتباط بیشتر تجاری و شامل تجارت ابریشم از چین به بیزانس بود و در موارد کمی اتحاد نظامی را در بر می‌گرفت. در سال ۶۲۶ میلادی هم‌زمان با حملات هراکلیوس به ایران، خزرها جهت حمایت از بیزانس بطرف ایران حمله بردند. این حملات، که به سومین جنگ ایران و ترکان شهرت دارد، باعث گسترش جبهه‌های جنگ به نفع قوای روم شد. سپاه خزرها به فرماندهی تون جبغو خان، طی حملاتی مقاومت شهر دربند را در هم شکستند و پس از فتح آن به سوی جلگه‌های قفقاز سرازیر شدند.

#### تسخیر آران، قفقاز و گرجستان
بعد از سقوط دژ دربند که پایگاه مرزی ساسانیان محسوب می‌شد، آران (آلبانی قفقاز) نیز سقوط کرد و ایبریا (گرجستان امروزی) مورد حمله قرار گرفت. خزران شهر تفلیس (پایتخت گرجستان) را که از مراکز عمدهٔ بازرگانی به‌شمار می‌رفت، محاصره کردند. دیری نپایید که سپاه هراکلیوس هم به اردوی آن‌ها پیوست. محاصره تفلیس به طول انجامید و به این دلیل، هراکلیوس به سمت سرزمین‌های داخلی ایران حرکت کرد و محاصره را به خزرها سپرد. پس از مدتی نیز تون جبغو خان به شمال قفقاز بازگشت و فرزند خود بوری‌شاد را به فرماندهی سپاه محاصره‌کننده گماشت. این محاصره دو ماه بطول انجامید. سرانجام مهاجمان دست از محاصره تفلیس برداشتند.

#### شکست حصر کنستانتینوپل
در سال ۶۲۶میلادی آخرین حمله مشترک نیروهای شاهین که کماکان کنستانتینوپل را در محاصره داشتند با همراهی نیروهای آوار انجام شد که پس از آن نیروهای آوار با بیزانس صلح کرده و از ائتلاف با ایران خارج شدند. با تحلیل رفتن نیروی ایرانی در این محاصره بی‌حاصل و فارغ شدن رومیان از حملات آوارها، تئودور با سپاه مدافع، از شهر خارج شد و به نیروهای ساسانی حمله کرده آن‌ها را شکست داد و به این ترتیب پایتخت بیزانس از محاصره خارج شد. شاهین پس از این شکست درگذشت و منابع تاریخی دلیل مرگ وی را افسردگی ناشی از شکست عنوان کرده‌اند.

#### ادامه پیشروی در ایران

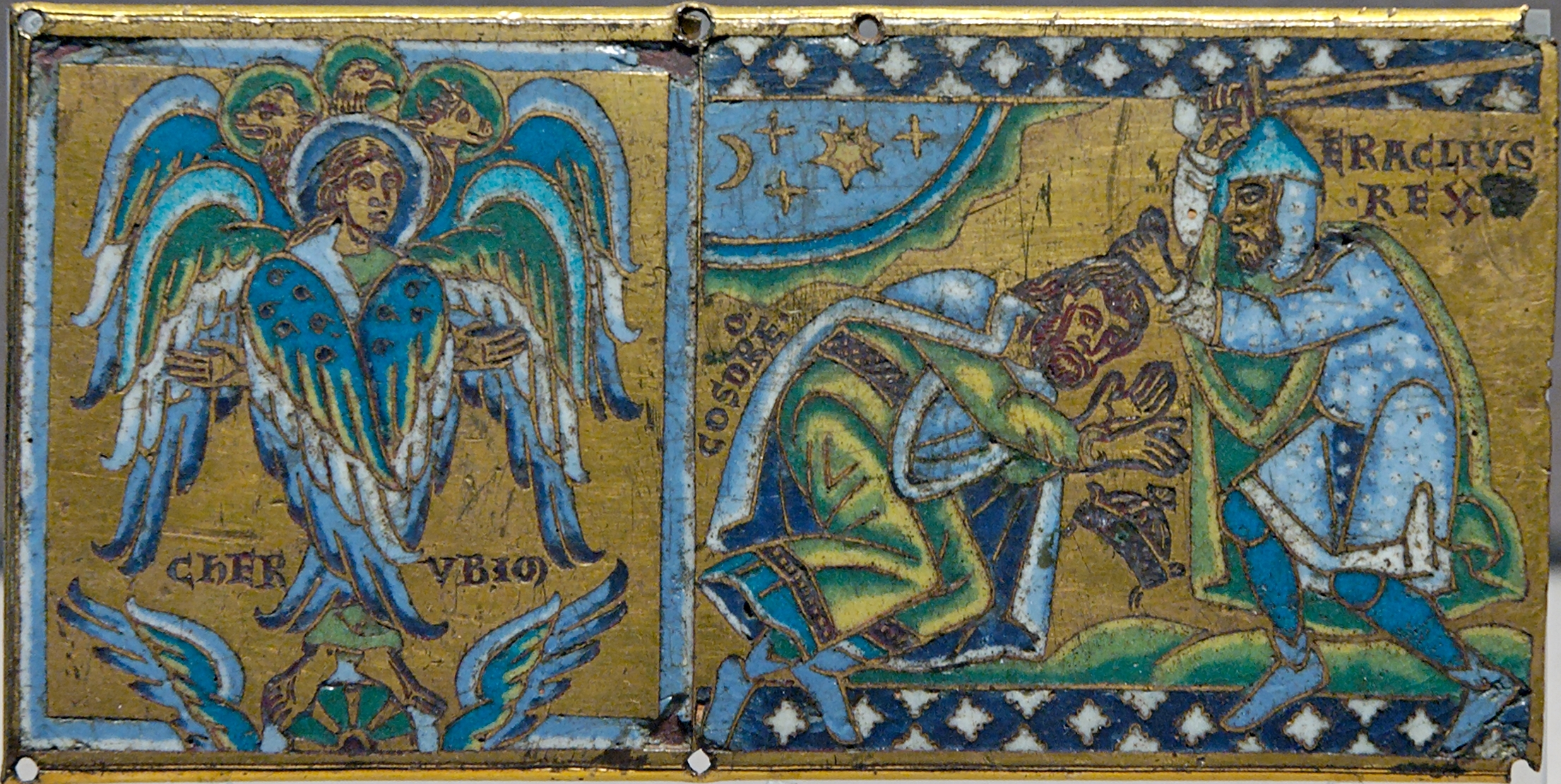
پلاکی با نگاره‌ای پندارین از تسلیم شدن خسرو در مقابل هراکلیوس، ۱۱۶۰–۱۱۷۰، موزه لوور

در سال ۶۲۷میلادی هراکلیوس با باقی‌گذاشتن بخشی از نیروهای خزری، به سمت دل ایران‌شهر حرکت کرد. شهربراز هم به جنوب رفت و در طی مسیرش هرجا که مردانی دارای توانایی جنگیدن یافت وارد سپاه خود کرد. ارتش امپراتوری روم پس از گشودن آمد از تعقیب شهربراز دست برداشت و بر آن بود در امتداد فرات به غرب برود و قدم به کیلیکیه بگذارد و از آنجا به آسیای صغیر برود. شهربراز هم سپس تغییر مسیر داد و به تعقیب ارتش روم پرداخت، تا هر جا که شرایط مهیا بود ضربه‌ای به او بزند. رومیان در منطقه الیوویت به باقی‌مانده نیروهای شهربراز شبیخون زدند و سپاه وی مضمحل شد و خودش به تنهایی از صحنه گریخت.

#### نبرد نینوا

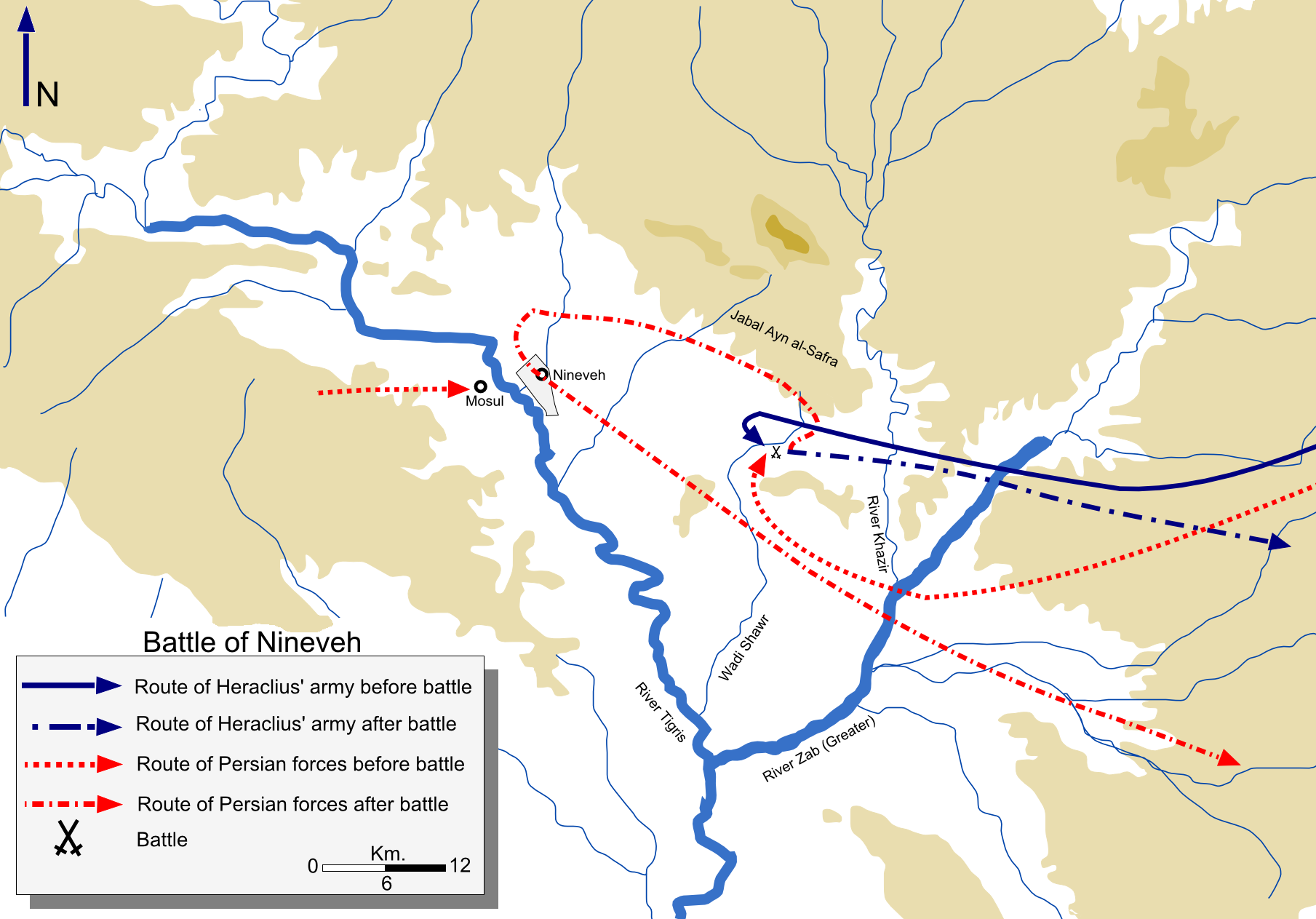
رویارویی سپاه راهزاد با سپاه هراکلیوس در نزدیکی نینوا

در اواسط سپتامبر ۶۲۷میلادی، هراکلیوس طی یک لشگرکشی زمستانی به دل ایران‌شهر حمله کرد. ادوارد لوتوک معتقد است دلیل اینکه هراکلیوس طی زمستان‌های ۶۲۴–۶۲۶ به حمله گسترده به تیسفون دست نزد و خود را مشغول نواحی دیگر کرد، این بود که ایرانیان این حملات را محدود قلمداد کنند و از فراخواندن نیروهای مرزی اجتناب کنند. سپاه او متشکل از ۲۵٬۰۰۰ تا ۵۰٬۰۰۰ نفر نیروی رومی و ۴۰٬۰۰۰ نفر نیروی خزری بود، که البته مدت زیادی همراه وی در نبرد نماندند و به دلیل سرمای زمستان و رقابتهایی که در قفقاز در جریان بود، سپاه او را ترک کردند. هراکلیوس به سرعت پیشرفت کرد، اما توسط یک سپاه به فرماندهی راهزاد که ارمنی بود، با تهدید مواجه شد.
در دوازدهم دسامبر آن سال در نزدیکی نینوای قدیم بین دو طرف برخورد شدیدی روی داد.
راهزاد فرمانده نیروهای ساسانی در این جنگ کشته شد و نیروهای او عقب‌نشینی کردند. تخمین زده می‌شود تلفات سپاه ایران در حدود ۶۰۰۰ نفر بوده‌است.

### پایان جنگ
با از میان رفتن تعداد کثیری از نفرات سپاه ایران در نبرد نینوا، خسرو که در قصر دستگرد به سر می‌برد، با نزدیک شدن سپاه هراکلیوس از شهر خارج شد و به ارتفاعات سوزیانا (ایلام فعلی) پناه برد و سپس به تیسفون رفت. هراکلیوس دستگرد را مورد غارت قرار داد و علاوه بر دستیابی به خزانه موجود در قصر خسرو، ۳۰۰ نیروی بیزانسی را که در بند ایران بودند، آزاد کرد. پس از این شکست سنگین باقی‌مانده نیروهای ساسانی به هم ملحق شده و دویست فیل جنگی نیز به آن‌ها اضافه شد. این تجمع دوباره نیروها در کنار نهر آبرسانی نهروان که بین راه دستگرد و تیسفون قرار داشت و ایرانیان در هنگام عقب‌نشینی پل روی آن را تخریب کرده بودند، هراکلیوس را از تعقیب خسرو و تصرف تیسفون بازداشت. کانال نهروان یک مسیر آبرسانی دارای عمق زیاد بود که عبور از آن نیازمند ساخت یک پل مهندسی شده و وقتگیر بود. وی نامه‌ای مبنی بر پیشنهاد صلح به خسرو فرستاد و به گنزک در آذربایجان بازگشت.

متن نامه‌ای که از طرف هراکلیوس به پایتخت رسید چنین بود:
من به دنبال صلح هستم. من دوست ندارم ایران را بسوزانم، اما بخاطر اعمال شما مجبور شدم. اجازه دهید اکنون سلاح‌هایمان را فروبگذاریم و صلح را در آغوش کشیم. اجازه دهید آتش را پیش از آنکه همه چیز را بسوزاند فروبنشانیم. اولتیماتوم هراکلیوس به خسرو دوم، ۶ ژانویه ۶۲۸. 

## برکناری و قتل خسروپرویز
شکستهای پی‌درپی و تسخیر دستگرد و فرار خسروپرویز از آن، باعث از بین رفتن اعتبار او نزد درباریان و صاحب منصبان ساسانی شد.
از طرفی وی سرداران سپاهش را عامل این شکست می‌دانست و تصمیم به مجازات آن‌ها داشت.
خسروپرویز همچنین تصمیم داشت تا یکی از فرزندان شیرین به نام مردانشاه را برای جانشینی خود برگزیند به همین دلیل پسر دیگر خود، شیرویه، را که حاصل ازدواج با ماریا دختر موریس بود، با هدف از میان برداشتن رقیب احتمالی مردانشاه زندانی کرده بود. اما با سقوط دستگرد، نظامیان و صاحب منصبان حکومتی، شیرویه را از زندان قلعه فراموشی آزاد کردند و خسروپرویز را در روز ۲۴ فوریهٔ (پنجم اسفند) سال ۶۲۸میلادی دستگیر و زندانی کردند و پنج روز بعد او را به قتل رساندند. در روز ۲۵ فوریه شیرویه وارد تیسفون شد و با نام قباد دوم تاجگذاری نمود و به عنوان اولین کار به درخواست صلح هراکلیوس پاسخ مثبت داد.
هراکلیوس با مشاهده وضع موجود در امپراتوری ساسانیان و نیز اینکه قباد از مادری رومی متولد شده بود و شرایط سخت امپراتوری بیزانس که توانایی حمایت از جنگی طولانی را نداشت، شرایط سختی برای قباد تعیین نکرد و با پرداخت غرامت ایران به روم بابت جنگ، بازگشتن مرزهای روم و ایران به مرزهای سنتی (رود فرات)، آزادسازی تمامی اسیران و بازگرداندن صلیب راستین و دیگر اشیاء مقدس که در سال ۶۱۴میلادی از اورشلیم خارج شده بود، با صلح موافقت کرد.

## سالشمار و پیامدهای جنگ

### برای ایران
افول امپراتوری ساسانی درست پس از فوت خسرو پرویز آغاز شد. وضعیت نابسامان دربار و همچنین ضعف فوق‌العاده ارتش و همین‌طور نبود شخصیتی که بتواند در حد و اندازه‌های انوشیروان و شاپور عمل کند، اوضاع ایران را بسیار آشفته ساخته بود. قباد دوم ابتدا مردانشاه و سپس تمامی فرزندان خسروپرویز را به قتل رساند و خود نیز مدتی بعد در ۶ سپتامبر ۶۲۸ به بیماری طاعون درگذشت. ضعف و ناتوانی ساسانیان به حدی رسیده بود که در ظرف ۴ سال، ۱۲ پادشاه به روی کار آمدند.
این جنگ هر دو امپراتوری ساسانیان و بیزانس را فرسوده کرد و در خصوص ساسانیان، منجر به یک بحران سیاسی داخلی شد. چرا که نبردهای خسروپرویز و جنگ‌های بی پایان او با بیزانس وی را از پرداختن به مسائل داخلی کشور بازمی‌داشت به‌طوری‌که برای مثال در دو سال آخر عمر خسروپرویز اعراب تحت حاکمیت ایران توجهی به قدرت مرکزی نداشتند و حتی اقدام به قتل هامرز سردار ایرانی در حیره کردند، اما خسروپرویز به این مسئله توجهی نکرد. در پی شکست ساسانیان در اواخر این جنگ، خسروپرویز به قتل رسید و دوره‌ای چندساله از هرج و مرج سیاسی دربار ساسانیان را فراگرفت. نهایتاً، یزدگرد سوم بر تخت نشست. هرچند، اکثر شهرهای امپراتوری ساسانی، در جنگ آسیب چندانی ندیده بودند و همچنین موانع طبیعی شامل رودخانه‌های فرات و دجله و نیز کوه‌های زاگرس از سرزمین ایران در برابر مهاجمان دفاع می‌کرد، اما، امپراتوری ساسانی به علت اختلافات سیاسی داخلی بیش از آن ضعیف شده بود که بتواند در برابر حمله سپاهیان مصمم مسلمان مقاومت کند. ساسانیان به علت زوال اقتصادی، مالیات‌های سنگین برای تأمین مالی لشگرکشی‌های خسروپرویز و قدرت‌گیری شاهان محلی در برابر پادشاه بیشتر تضعیف شدند.

### برای روم
هرچند جنگ با پیروزی روم شرقی به پایان رسید، اما امپراتوری روم وضعی بهتر از ساسانیان نداشت. برخی از ثروتمندترین مناطق این امپراتوری، یعنی شام و مصر، طی دو دهه تحت اشغال بودند. همچنین، مردمان این سرزمین‌ها دیگر امپراتوری روم را به عنوان یک ضرورت اجتناب ناپذیر زندگی نمی‌دیدند. به علاوه، امپراتوری ذخایر ثروتش را در خلال جنگ هزینه کرده بود و دیگر منبعی برای تأمین مالی قوا در برابر سپاه مسلمانان نداشت. در روم البته هراکلیوس تبدیل به قهرمانی بی‌بدیل گشت و به عنوان امپراتوری که به جایی رفته بود که پیش از آن کسی نرفته بود، در حد ژولیوس سزار بالا رفت. همچنین با بازپس‌گیری صلیب راستین نزد کلیسا نیز وجهه‌ای در حد یک ناجی پیدا کرد. به‌طوری‌که امپراتوری وی را عصر طلایی بیزانس نام نهادند. ولی رومی‌ها بالکان را به اسلاوها واگذار کرده بودند. سرزمین‌های آناتولی و خرابی‌های به جا مانده از جنگ‌های ویرانگر و هزینه بازسازی آن‌ها در کنار تخلیه شدن سرزمین‌های سوریه و مصر از آذوقه که توسط ایرانی‌ها انتقال داده شده بود به همراه استفاده از آخرین ذخایر طلا و نقره (کلیسا)، بیزانس را از لحاظ اقتصادی در شرایطی سخت‌تر از دوران پیش از جنگ قرار داد. به‌طوری‌که از پس هزینه‌های ارتش و جنگجویانی که به تازگی جذب شده بودند برنمی‌آمد. کلیف فاس این جنگ را «اولین مرحله در روند پایان یافتن اروپای دوران قدیم در آسیای صغیر» می‌داند.
جنگ ۲۵ ساله ایران و روم، زمینه‌ساز پیدایش خلافت اسلامی به عنوان یک امپراتوری جدید شد. این جنگ نظم سیاسی را که طی سه سده بر این منطقه حاکم بود، فروریخت و خلأ قدرتی را پدیدآورد، که در پی آن سپاهیان مسلمان عرب آن دو امپراتوری را شکست دادند و امپراتوری نوپدید خلافت را بنا نهادند.